# Chloractis
Chloractis is een geslacht van vlinders van de familie spanners (Geometridae), uit de onderfamilie Geometrinae.

## Soorten
- C. obnubilata Warren, 1906
- C. pulcherrima Butler, 1881
- C. tanaoptera Prout, 1916